# Hominini
Hominini är en tribus i familjen hominider (Hominidae). Antalet släkten och arter i detta taxon är omstritt. Ofta beskrivs tribus Hominini med texten "omfattar människan och hennes förfäder men inte övriga apor".

## Trivialnamn
Det finns många varianter av de svenska och engelska trivialnamnen. Enligt Nationalencyklopedin är homininer det svenska trivialnamnet för tribus Hominini (med den definition som återges ovan). I flera andra avhandlingar används homininer för djurgrupper där även schimpanser eller till och med gorillorna ingår. Lika många variationer finns för det engelska ordet hominins.
Begreppet hominider (Hominidae) är en familj primater som skiljer sig från begreppet människoapor genom att det innehåller underfamiljer till varje släkte. Homininer (Homininae) är den underfamilj hominider som släktet människor men inte de andra aporna ingår i. Homininer är ett nytt begrepp och tidigare ansågs enbart människor ingå i familjen hominider och inte vara mer släkt med de övriga människoaporna än den gemensamma överfamiljen människoartade apor, men i modern taxonomi undviks denna teori.
Människans taxonomi på familjenivå är en något komplicerad och omstridd fråga. Det är helt klarlagt att våra närmaste släktingar är de afrikanska människoaporna, schimpanser och gorillor, och nästan helt säkert att schimpanserna är närmare släkt med oss än gorillorna. Traditionellt har människans släktgren fått utgöra en egen familj, Hominidae, medan schimpanser och gorillor, tillsammans med orangutanger, klassificerats som familjen Pongidae. I denna klassificering kallas vi för hominider.
Dock blir det allt vanligare bland forskare att utsträcka familjen Hominidae till att även omfatta de apor som tidigare ingick i Pongidae, och låta människans släktgren bli underfamiljen Homininae inom Hominidae. Vi blir då homininer, som förutom oss själva även omfattar de utdöda förmänniskorna. För de andra aporna laborerar man med den nyinrättade underfamiljen Ponginae för orangutangen, och ibland även med Paninae och Gorillinae.
Vissa forskare hävdar dock att varken hominider eller homininer finns, utan alla släkten tillhör familjen människoapor utan indelning i underfamiljer.
Okontroversiellt är dock att både vi människor och de andra människoaporna tillhör överfamiljen Människoartade apor.